# Tillandsia extensa
Tillandsia extensa är en gräsväxtart som beskrevs av Carl Christian Mez. Tillandsia extensa ingår i släktet Tillandsia och familjen Bromeliaceae. Inga underarter finns listade i Catalogue of Life.